# DARK SHAME
「DARK SHAME」（ダーク・シェイム）は、GRANRODEOの18枚目のシングル。2012年11月7日にLantisから発売された。

## 概要
前作「RIMFIRE」から約4ヶ月ぶりのリリースとなる2012年3作目のシングル。表題曲「DARK SHAME」は、テレビアニメ『CØDE:BREAKER』のオープニングテーマに起用された。販売形態は初回限定盤と通常盤の2種リリースで、前者には表題曲のPVを収めたDVDが同梱されている。初回限定盤と通常盤のディスクジャケットはアルファベットと数字によるKISHOWとe-ZUKAの顔が使用されており、前者がKISHOW、後者がKISHOWとe-ZUKAとなっている。

## チャート成績
10月23日付オリコンデイリーチャートでは11月6日付から10日付までトップ10を維持していたが、ウィークリーチャートでは10位以内に入ることはできなかった。その後11月19日付オリコン週間シングルチャートで12位を獲得。初動売上は0.9万枚を記録した。
2012年11月19日付のBillboard JAPAN HOT 100で39位、Billboard JAPAN Hot Singles Salesで10位、Billboard Hot Animationで2位を獲得した。また、2012年11月5日から11月5日調査分のサウンドスキャンの週間シングルCDソフトTOP20では13位を獲得した。

## 収録曲
（全作詞：谷山紀章、作曲・編曲：飯塚昌明）
1. DARK SHAME [4:50]
テレビアニメ『CØDE:BREAKER』オープニングテーマ
KISHOW曰く「スタイリッシュでクールな曲」で、歌詞は『CØDE:BREAKER』の世界観の1つである秘密と人間の負の部分が合わさっている。なお作詞は5thアルバム『CRACK STAR FLASH』と同時期に行われた[1]。
2. ブランニューDAY [4:01]
KISHOWの中学3年生の頃をイメージした「ヤングな曲」[1]。歌詞は表題曲と違いストレートに書かれており、詞の中には言葉遊びが仕込まれている[2]。
3. DARK SHAME（OFF VOCAL）
4. ブランニューDAY（OFF VOCAL）

DVD（初回限定盤のみ）
1. DARK SHAME（Music Clip）